# Desa Kamurang (administrativ by i Indonesien, lat -6,35, long 107,49)
Desa Kamurang är en administrativ by i Indonesien.   Den ligger i provinsen Jawa Barat, i den västra delen av landet, 70 km öster om huvudstaden Jakarta.